# Andrei Hodorogea
Andrei Hodorogea (n. 1878, Slobozia-Hodorogea, Orhei; d. 20 august 1917) a fost un inginer-hotarnic, participant la mișcarea națională din preajma Unirii din 1918. S-a născut într-o familie de răzeși mazili. A studiat la Școala de Agricultură din Cucuruzeni și la o universitate din Rusia. A fost un bun prieten cu Simeon Murafa, ambii căzând victime ale unui act banditesc bolșevic. În 1933, în Parcul Catedralei din Chișinău, a fost înălțat un monument în memoria celor trei martiri basarabeni: Alexei Mateevici, Simeon Murafa și Andrei Hodorogea, dar care a fost distrus după un ordin al administrației comuniste în 1940. Astăzi, o stradă în Chișinău, cândva foarte circulată, îi poartă numele.

## Monumentul
Monumentul intitulat Apostolii Basarabeni a fost ridicat în memoria eroilor naționali Simeon Murafa, Alexei Mateevici și Andrei Hodorogea, la inițiativa Societății „Mormintele Eroilor Căzuți în Război”, după proiectul sculptorului Vasile Ionescu-Varo, la 29 septembrie 1923 (după alte surse 1933), în grădina Catedralei din Chișinău. Monumentul fusese confecționat dintr-o placă de piatră, așezată în poziție verticală, în care erau îngropate chipurile în basorelief de bronz ale celor trei eroi, având dedesubt, săpată în piatră, inscripția: „Simeon Murafa, născut la 24 mai 1887, mort la 20 august 1917; Pr. Alexei Mateevici, născut la 16 martie 1888, mort la 13 august 1917; Andrei Hodorogea, născut octombrie 1878, mort la 20 august 1917”. Pe piedestal, în fața basoreliefurilor, era așezată figura de bronz al unui vultur. Mai jos era amplasată inscripția: „Apostolii Basarabeni, Martiri ai Sfintei Cauze Naționale”. În partea superioară, monumentul înalt de 3 m era încununat cu Stema României, amplasată între două ramuri, una de stejar și alta de laur, toate executate în bronz. Baza monumentului avea dimensiunile 4,35/1,92 m iar panoul de piatră avea dimensiunile de 2,75/3,00/0,60 m. În urma anexării Basarabiei la Uniunea Sovietică, în 1940, basoreliefurile în bronz ale lui Murafa și Mateevici din Chișinău, au fost recuperate și repartizate Muzeului de Artă Națională „Carol I” din București, iar restul monumentului a fost distrus de sovietici.